# 高根城
高根城（たかねじょう）は、千葉県船橋市高根町字城高山にあった中世の日本の城。

## 概要
城址は、西方に流れる海老川とそれに伴う小支谷により、北・西・南の3方が囲まれている形態をしている。なお、高根城の城主は、松戸の小金城に本拠を置く高城氏の一族とされ、高城山城守又は、その家臣であった高城右京亮であったといわれている。城址西南方にある高根寺は、小金城主高城氏の開いた広徳寺の末寺で、高城山城守の時に保護を受け、寺名を小山寺から高源寺に、その後、高根寺に改めたと伝えられている。また、藤代家については、高城右京亮の屋敷であったと伝え、屋敷神に妙見尊を祀っていることや九曜の星を家紋にしていることなどから高根城の城主が高城一族であったことは間違いない。
現在残されている城址に関する遺構は、台地上の片岡家付近や台地中段に位置する藤代家周辺に土塁と空堀が現存している。